# Антъни Бийвър
Антъни Джеймс Бийвър (на английски: Antony James Beevor) е английски историк.
Роден е на 14 декември 1946 година в Лондон в семейството на офицер от разузнаването. През 1967 година завършва Кралската военна академия – Сандхърст, след което служи в армията, уволнявайки се през 1970 година със звание лейтенант. През следващите години преподава в Лондонския и Кентския университет. Работи в областта на най-новата военна история, най-вече на Втората световна война, като широка известност получават книгите му за Сталинградската и Берлинската битка „Stalingrad“ (1999) и „Berlin: The Downfall 1945“ (2002).

## Книги
- Сталинград. Съдбовната обсада 1942 – 1943. Изд. Изток-Запад, 2018
- Падането на Берлин (1945). Изд. Изток-Запад, 2019
- Битката за Испания. Испанската гражданска война 1936 - 1939. Изд. Изток-Запад, 2020